# روش‌های اعتراض در اعتراضات آبان ۱۳۹۸
قیام ۱۳۹۸ ایران یا آبان خونین مجموعهٔ اعتراضات مردمی و ضد حکومتی در سراسر ایران بود. این اعتراضات به‌دنبال انجام مجدد سهمیه‌بندی بنزین در ایران و افزایش ۲۰۰ درصدی قیمت بنزین در ۲۴ آبان ۱۳۹۸ آغاز شد. این اعتراضات که عمدتاً در محلات کارگری و فقیرنشین شهری متمرکز و در ابتدا مسالمت‌آمیز بود، به تدریج به یک قیام و شورش علیه نظام حاکم تبدیل شد. زمانی که نیروهای امنیتی اقدام به سرکوب خشن اعتراضات کردند، اعتراض‌کنندگان جسورتر شدند و در بسیاری از شهرها، خیابان‌ها به صورت منطقه جنگی درآمد و ساختمان‌های دولتی، خودروها، خودروهای پلیس، بانک‌ها و بعضی از مغازه‌ها توسط معترضان و نیروهای امنیتی تخریب و جریان عادی کسب‌وکار و آمد و شد مختل شد. در برخی مناطق شهری شبکه بانکی، مخابراتی، سوخت رسانی و ترابری شهری تخریب و فروشگاه‌های دولتی غارت شدند.
پیش از آنکه حکومت اعتراضات را به خشونت بکشاند مردم با شیوه‌های مسالمت‌آمیز و نافرمانی مدنی در نقاط مختلف ایران اعتراض خود را ابراز می‌کردند. کمپین «نه به خرید بنزین»، خاموش کردن و توقف خودروها در خیابان‌ها، جاده‌ها و معابر، اعتصاب، بستن بازارها و مغازه‌ها در برخی شهرها، بستن جاده‌ها و خیابان‌ها با راهپیمایی، سنگ، خاک و روشن کردن آتش، نشستن در خیابان و سرودخوانی دسته‌جمعی، نشان دادن کیلومتر خودورها به نشانه حرکت ندادن آنها، انجام فعالیت‌های مختلف در خیابان‌های عاری از خودرو مانند: فوتبال بازی کردن، والیبال بازی کردن، تخته نرد بازی کردن، قلیان کشیدن، سبزی پاک کردن، رقصیدن، یزله‌خوانی مردم عرب در خوزستان، خوابیدن در خیابان با کفن، دادن گُل به مأموران و نیروهای انتظامی، سه‌چرخه‌سواری با سه‌چرخه کودکان، سر دادن شعار و... از جمله این روش‌ها برای اعتراض مسالمت‌آمیز بود.
معترضان اصفهانی وسط خیابان به نشانه اعتراض سبزی پاک می‌کردند، معترضان در بانه با سوار شدن بر سه‌چرخه کودکان اعتراض می‌کردند، معترضان اسلام‌شهری وسط اتوبان‌های بسته شده فوتبال بازی می‌کردند یا قلیان می‌کشیدند، معترضان شیرازی با نگاهی مسالمت‌آمیز به نیروهای انتظامی گل اهدا می‌کردند، در شهرهای چون اهواز، اصفهان، شهر صدار و بهبهان مردم معترض کف خیابان‌ها می‌نشتند و با خواندن سرود و شعر اعتراض خود را بیان می‌کردند، در نجف‌آباد اصفهان یک زن با خوابیدن در کف خیابان و زیر کفن اعتراض خود را نشان می‌داد.

## توقف خودروها
در روز شنبه ۲۵ آبان گزارش‌ها و تصاویری منتشر شد، که نشان می‌داد در برخی خیابان‌ها در شهرهای مختلف مردم خودروهای خود را به نشانه اعتراض خاموش کرده‌اند. با این حال محمدرضا مهماندار، رئیس پلیس راهنمایی و رانندگی تهران با اشاره به بارش برف که از بامداد ۲۵ آبان آغاز شده بود، گفت از آنجایی که بسیاری از مسیرها برف‌روبی و شن و نمک‌پاشی نشده‌اند، خودروها امکان حرکت ندارند. اما اصغر عطایی مدیرکل خدمات شهری شهرداری تهران، بدون اشاره به معترضان گفت که به علت ترافیک، کامیون‌ها نمی‌توانستند بروند و اشاره کرد که ترافیک به‌خاطر برف نبوده است. تصاویر منتشر شده از اعتراضات نشان می‌داد که معترضان در شهرهای شیراز و مشهد ماشین‌های خود را در شب اعتراضات در خیابان‌ها خاموش کرده‌اند و رانندگان به عمد با سرعت پایین و ترمزهای مکرر حرکت می‌کردند.

## اعتصابات
در پی اعتصابات، بخشی از بازار تهران و نجف‌آباد اصفهان شاهد اعتصاب بود. به گفته صدای آمریکا بازار تهران شاهد اعتصاب بازاریان و همچنین فضای امنیتی بود و در تصاویری که در روز یکشنبه ۲۶ آبان از بازار تهران انتشار یافت، نشان می‌داد که بخش‌هایی از مغازه‌ها در بازار تهران تعطیل است و نیروهای ضدشورش در آن مناطق مستقر شده‌اند. همچنین سایت ایران وایر نوشت که به گفته یک شاهد عینی نجف‌آباد اصفهان شاهد سه روز اعتصاب بوده است. از سویی قاسم نوده فراهانی رئیس اتاق اصناف تهران مدعی شد که پیش از ظهر یکشنبه، ۲۰ درصد از مغازه‌های بازار شامل بازار طلا فروشان و پارچه‌فروشان به دلیل تهدید به آتش کشیدن مغازه‌ها توسط عده‌ای از آنچه او «اغتشاشگران و سوء استفاده‌کنندگان از شرایط» نامید بسته بود.

## راهپیمایی و بستن خیابان‌ها
در فیلم‌هایی که از اعتراض‌ها منتشر شده، معترضان با راهپیمایی در خیابان‌ها و مسدود کردن حرکت خودروها در حال شعار دادن هستند. در مقابل نیروی انتظامی اقدام به متفرق کردن معترضان کرده است و فیلم‌هایی از شلیک مستقیم گلوله و گاز اشک‌آور مأموران به تظاهرات کنندگان منتشر شده است و مأموران اقدام به بازداشت تظاهرات کنندگان کرده‌اند. در برخی از شهرها از جمله اصفهان نیز معترضان با الهام گرفتن از روشی اعتراضی در لبنان، اقدام به بستن و کشیدن قلیان در خیابان کرده‌اند.

## تجمع دانشجویان
اعتراضات ۱۳۹۸ دانشجویان به دنبال اعتراضات گسترده آبان ۱۳۹۸ شکل گرفت، و در دانشگاه تهران همراه با حاشیه‌هایی بود. در روزهای ۲۶ و ۲۷ آبان تجمع‌های بزرگ دانشجویی در پردیس مرکزی دانشگاه شکل گرفت. در روز ۲۷ آبان با نزدیک شدن به ساعات تاریکی شب، چندین آمبولانس حاوی نیروهای لباس شخصی وارد دانشگاه شدند و تعدادی از دانشجویان را دستگیر و داخل آمبولانس کردند. تعدادی دیگر از دانشجویان دانشگاه تهران هم در منزل شخصی خود یا مکانی بیرون از دانشگاه تهران بازداشت شدند.
با صدور قرار بازداشت دانشجوها، سها مرتضایی، کامیار ذوقی، سعید احمدزاده، ابوالفضل نژادفتح، محمد بابایی از دانشگاه تهران بازداشت شدند، ملیکا قراگوزلو و علی نانوایی از دانشگاه علامه طباطبائی و یاشار دارالشفا هم از دانشگاه علوم بهزیستی و توانبخشی بازداشت شدند.
در ادامهٔ اعتراضات سراسری، دانشجویان دانشگاه‌های تهران، تبریز، بابل و ارومیه تجمعات اعتراضی بر پا کردند. همچنین شوراهای صنفی دانشجویان کشور اعلام کرد در تاریخ ۲۷ آبان دانشجویان دانشگاه تهران دست به تجمعی در اعتراض به «سه برابر نرخ بنزین»، «وضعیت فاجعه‌بار معیشتی» و «سرکوب‌های سنگین و بی‌رحمانه» زدند که چندین آمبولانس حاوی نیروهای لباس شخصی وارد دانشگاه شدند و تعدادی از دانشجویان را دستگیر و داخل آمبولانس کردند و آن‌ها را به زندان‌های فشافویه و اوین انتقال دادند. منابع تعداد دانشجویان بازداشتی را بین ۴۰ تا ۵۰ دانشجو عنوان می‌کنند.

## اعتراضات در رسانه‌های اجتماعی
چندین هشتگ در اعتراض به سرکوب اعتراضات در ایران و همچنین قطع اینترنت در توییتر همه‌گیر شد که به رویدادی جهانی به ویژه در روز ۲۸ آبان ماه تبدیل شدند. در این میان هشتگ‌هایی با دیکته اشتباه یا کسره هم مورد استفاده قرار گرفت که تغییر نوشتاری کوچک آن باعث تفاوت آن با هشتگ اصلی می‌شد. به باور عده‌ای این هشتگ‌ها از طرف طرفداران حکومت و جهت جلوگیری از ترند شدن هشتگ‌های اصلی، منتشر شدند.

## تخریب اموال عمومی و دولتی توسط معترضان و نیروهای امنیتی

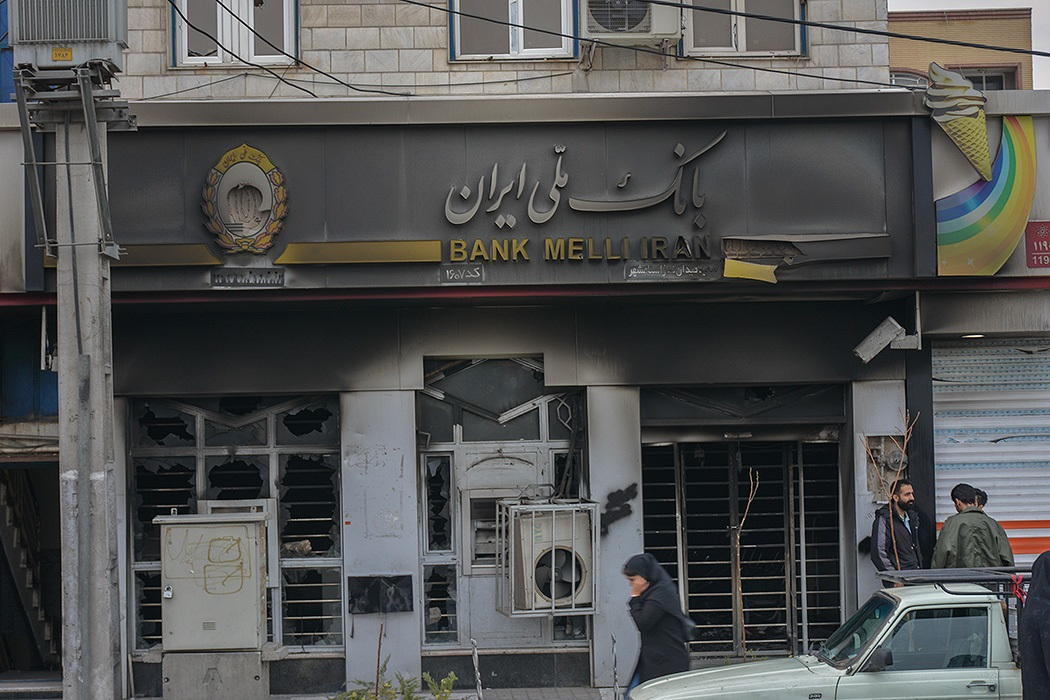
بانک تخریب شده، ۲۷ آبان ۱۳۹۸.

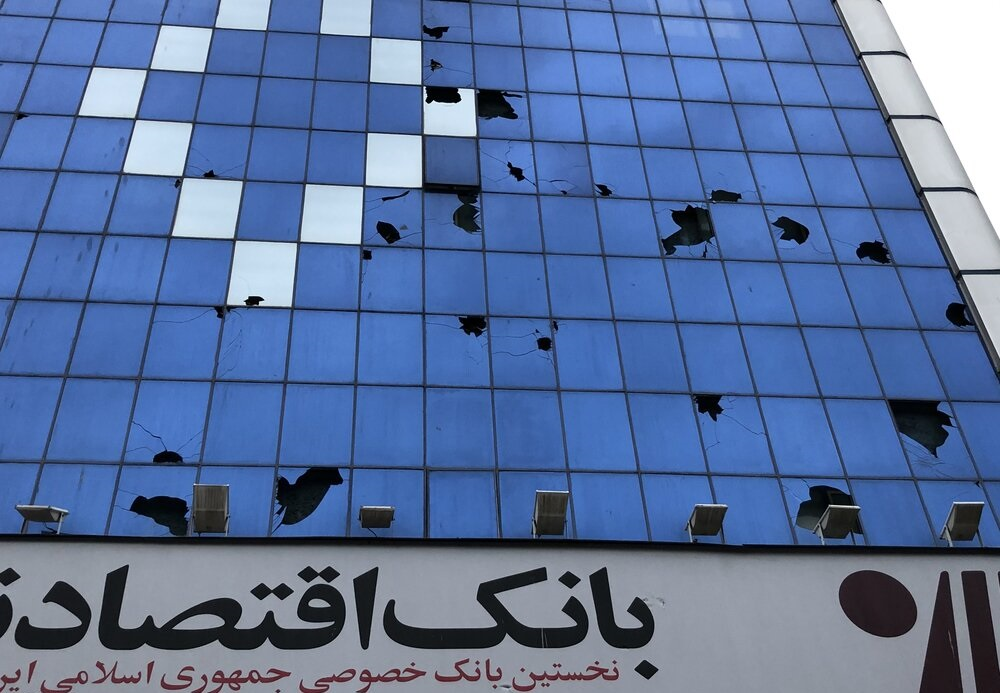
شکسته شدن شیشه یک بانک

در مناطق مختلف شهری ساختمان‌های دولتی، برخی از فروشگاه‌ها و بسیاری از بانک‌ها را به آتش کشیدند و جریان عادی کسب و کار و آمد و شد مختل شد. در برخی مناطق شهری در شیراز شبکه حمل و نقل شهری تخریب و فروشگاه‌ها غارت شد. به گفتهٔ علی ربیعی سخنگوی دولت برخی از افراد مسیر ورودی عسلویه را بسته و مانع تعویض شیفت شده بودند. آن‌ها به لوله‌های نفت دینامیت بسته بودند و قصد انفجار در عسلویه را داشتند. او همچنین گفت که تعدادی از معترضان در یک زمان مشخص به مرکز مخابرات در اصفهان و شیراز حمله کرده بودند که اگر این مراکز سقوط می‌کرد، بخش اعظمی از شبکه تلفن همراه کشور قطع می‌شد. امید منتظری عنوان می‌کند که ده سال پیش در اعتراضاتی که با تشکیک دربارهٔ نتایج انتخابات ریاست جمهوری سال ۱۳۸۸ آغاز شد، شماری از فعالان سیاسی به دنبال الگوبرداری از جنبش‌های عدم خشونت در اروپای شرقی بودند. اما در تازه‌ترین دور اعتراض‌ها در ایران «پرهیز از خشونت» بحث روز نیست و اعتقاد دارد از سال ۱۳۸۸جریان اعتراضات تغییر کرده و ناراضیان اعتمادی به هیچ‌یک از جریان‌های درون حکومت ندارند و آن را پایان استراتژی «عدم خشونت» می‌داند. از سویی دیگر فرضیه تخریب اموال عمومی توسط خود حکومت برای سرکوب شدید و تبلیغ علیه معترضان نیز مطرح شده است.
یکی از تصاویر ضبط شده که در شبکه‌های اجتماعی و برخی از خبرگزاری‌ها منتشر شده، نشان می‌دهد افرادی با لباس نیروهای یگان ویژه در حال تخریب ورودی منازل مسکونی هستند. پس از پخش گسترده این فیلم، مرکز اطلاع‌رسانی پلیس اعلام کرد این تخریب‌ها مربوط به نیروی‌های یگان ویژه نیست، زیرا «کلاه افراد حاضر در فیلم متعلق به یگان ویژه نیست و کلاه کاسکت است.» این ادعا با انتشار تصاویر دیگری از نیروی پلیس، که دقیقاً با همین لباس هستند، توسط وبسایت‌ها و فعالان رسانه ای کاملاً رد شد. فیلمی دیگر نشان می‌دهد که افرادی با لباس‌های نیروهای یگان ویژه خودروهای عبوری را در تبریز تخریب می‌کنند.

## حمله به حوزه‌های علمیه و دفترهای امامان جمعه
در مدت اعتراض‌ها چندین حوزه علمیه، دفتر و بیت مربوط به امامان جمعه و نمایندگان ولی‌فقیه مورد حمله واقع شد. بنابر گزارش‌های رسمی، مدرسه علمیه زنان کوثر کرج، المهدی اهواز، زینبیه اصفهان، خاتم‌الانبیا شیراز، سفیران هدایت شیراز، امام حسن شهر گویم، حوزه علمیه شهرستان کازرون، مصلی و دفتر امام جمعهٔ شهر قدس، دفتر امام جمعهٔ شهر صدرا، دفتر و بیت نمایندهٔ ولی فقیه در یزد و امام جمعه بندر امام مورد حمله قرار گرفتند و برخی از این مکان‌ها توسط معترضان به آتش کشیده‌شدند.
در جریان این اعتراضات بسیاری از معترضان شعارهایی چون «توپ، تانک، فشفشه، آخوند باید گم بشه» سر دادند که برخی از تحلیلگران این موضوع را نشانه اعتراض مردم به حمایت حوزه‌های علمیه از جمهوری اسلامی دانسته‌اند.